# Chelonistele kinabaluensis
Chelonistele kinabaluensis là một loài thực vật có hoa trong họ Lan. Loài này được (Rolfe) de Vogel mô tả khoa học đầu tiên năm 1984.